# August Petermann
August Heinrich Petermann, född 18 april 1822 i Bleicherode, Sachsen, död genom självmord  25 september 1878 i Gotha, var en tysk kartograf och geograf.

## Biografi
Petermann arbetade 1839-45 vid Heinrich Berghaus kartografiska institut i Potsdam, där han huvudsakligen sysslade med Berghaus "Physikalischer Atlas". Han tecknade även kartor till skrifter av Alexander von Humboldt. År 1845 begav han sig till Edinburgh för att biträda Alexander Keith Johnston vid den engelska bearbetningen av nämnda atlas och grundlade 1847 i London en kartografisk anstalt. 
År 1854 anställdes han hos Justus Perthes i Gotha och utgav sedan 1855 Mittheilungen aus Justus Perthes geographischer Anstalt, vilken tidskrift, vanligen kallad Petermanns Mittheilungen, blev ett centralorgan för den geografiska vetenskapen. Petermann anordnade och understödde även forskningsresor till exempel till Afrika och polarregionerna. 
Som kartograf utmärkte Petermann sig genom ett omsorgsfullt och kritiskt arbete med de mest skilda källor. Särskilt kända är hans stora karta över det inre Afrika, hans karta i sex blad över USA samt hans karta i nio blad över Australien. Han bearbetade även Adolf Stielers stora atlas och bidrog därigenom till dess stora spridning.